# Gavriel Howard Feist
Pour les articles homonymes, voir Feist.
Œuvres principales
- Les chroniques du Palais de Glace
- L'Autre Royaume

Gavriel Howard Feist, né le 6 juin 1980 à Dunkerque dans les Hauts-de-France, est un écrivain français de Fantasy.

## Biographie
Né d’un père français, ouvrier de la construction navale, et d’une mère conteuse ayant vu le jour en Allemagne, Gavriel Howard Feist est l’aîné d’une fratrie de huit enfants. Fervent rôliste durant l’adolescence, il expérimente ses premiers mondes de Fantasy, sombres et féeriques, lors de parties de jeu de rôle.
Formé au théâtre, puis à la danse classique, il danse de 2006 à 2010 pour le Choréart Ballet de Wimereux, dirigé par l'ancienne ballerine du théâtre Colón de Buenos Aires, Cecilia Guimarey-Artigas. C'est cette passion pour la danse que l'on retrouve en 2018 dans la nouvelle, lauréate du concours des Éditions du Saule, « Une danse d'été.»
En 2016, il signe chez CKR-Éditions, au Canada, pour la publication du premier épisode de sa série littéraire « Les légendes de la Moïra. » Trois ans plus tard, en 2019, il participe au lancement, à Montréal, du premier numéro du magazine québécois, « Cœur de plumes. »
En 2022, il fonde le label littéraire « Féryä » dont le premier titre, « Le Deuxième Cercle de l'Enfer, » reçoit un accueil très enthousiaste auprès des blogs et sites de littérature contemporaine.
Diplômé dans la gestion des entreprises et dans le Travail social, il a longtemps exercé la profession d’assistant social, chargé de la protection de l’Enfance, dans un hôpital de la Côte d’Opale. Aujourd'hui, il assure la coordination des parcours d'insertion professionnelle au sein d'un Centre Communal d'Action Sociale. 
Marié et père de deux enfants, Gavriel Howard Feist consacre une partie de son temps libre à l’enseignement des politiques sociales et de la communication (programmation neuro-linguistique) auprès d’étudiants en travail social.

## Œuvre

### Les Légendes de la Moïra
« Les légendes de la Moïra » est une série littéraire de Fantasy dont le premier épisode a été publié au Québec, le 26 novembre 2016. L’intrigue présente la particularité de s’articuler sur deux lignes temporelles distinctes. L’histoire relate la quête de Kendall, fière héraut du roi de Dalush, partie à la recherche de sa sœur aînée disparue. Ce périple mène la jeune femme aux portes d’un sombre complot, menaçant la paix et l’équilibre de l’île de la Moïra.

#### Première saison
1. (fr) L'ombre d'un Maître disparu, 2016, CKR-Éditions.
2. (fr) Le serpent et la reine, 2017, CKR-Éditions.
3. (fr) Le temple dans la montagne, 2018, CKR-Éditions.
4. (fr) La reine des Elfes, 2019, CKR-Éditions.

#### Les intégrales
L'intégrale de la première saison paraît d'abord au Québec, le 9 décembre 2020, avant d'être disponible cinq jours plus tard au reste du monde francophone.

### Romans

#### L'Autre Royaume
« L'Autre Royaume » est une saga de Fantasy qui casse les codes du genre, puisque le récit s'ouvre en 1977 sur le lancement de la sonde Voyager 1. Néanmoins, l'histoire reste résolument ancrée dans un univers d'aventures et de magie, l'auteur ayant pris le parti de la traiter sous l'angle de la Fantasy et non de la science-fiction comme le prologue pourrait le suggérer.
La parution du premier volume aux Éditions du Saule, le 20 mars 2019, est saluée par de nombreux blogs et sites de critiques littéraires. Le livre qui débute la saga est ainsi nommé à l'édition 2020 du Prix Littéraire de l'Imaginaire BooktubersApp, communément appelé PLIB. Depuis le 22 février 2021, la société ABS-Multimédia en distribue la version Audiobook.
1. (fr) La Grande Barrière de Roche, 2019.
2. (fr) Le Tombeau des Dieux, 2021.
3. (fr) L'Ordre du Disque, 2025 (à paraitre.)

#### Les chroniques du Palais de Glace

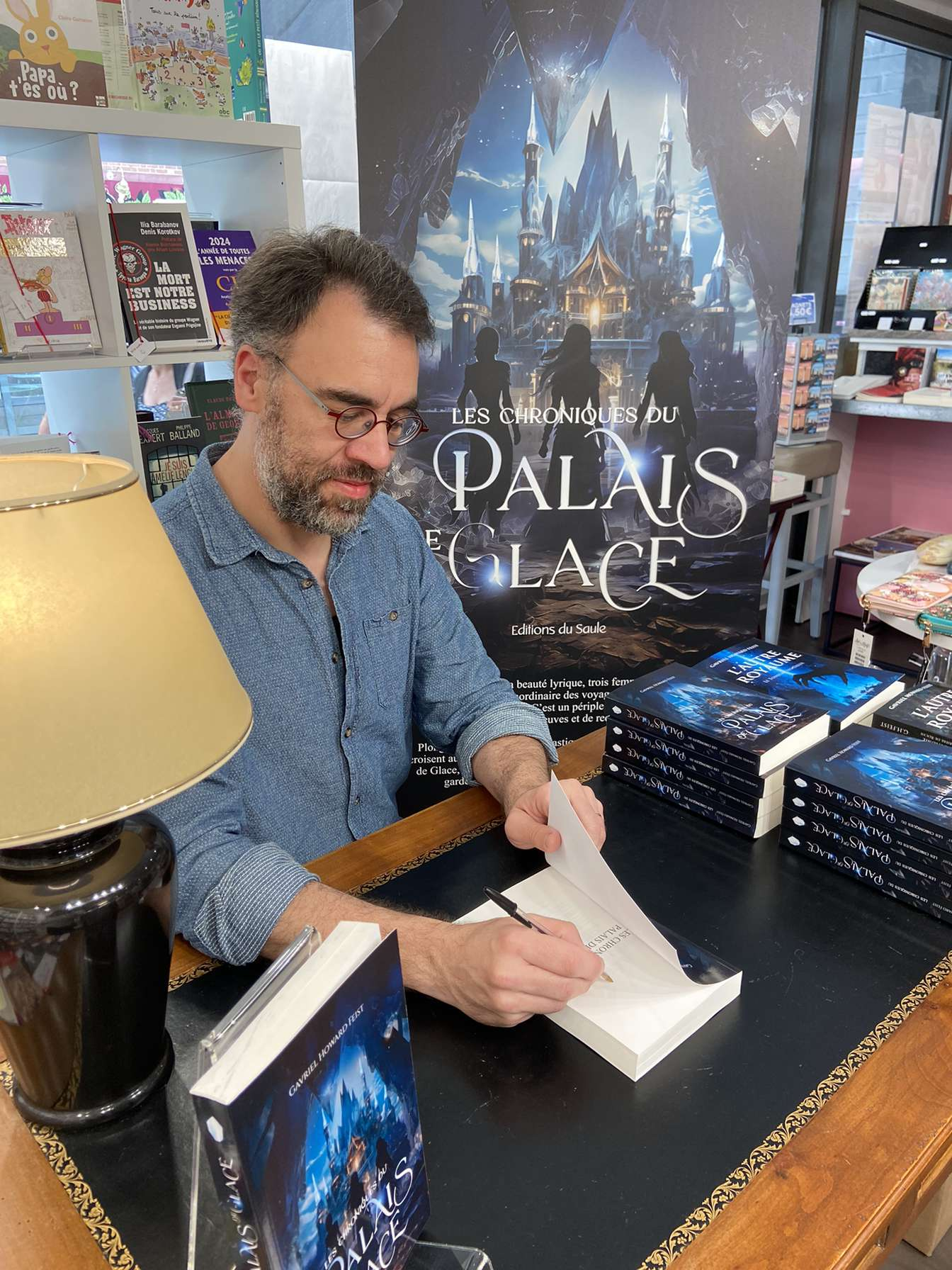
Séance de dédicaces du 22 juin 2024 à La Bouilloire aux Livres de Dunkerque (France.)

Destiné à un public ados / adultes, « Les chroniques du Palais de Glace » est un roman appartenant au domaine du fantastique. Publié le 29 mai 2024 aux Éditions du Saule, ce récit d’aventure et de magie, teintée d’humour et de lyrisme, aborde certaines thématiques contemporaines à notre société comme l’intolérance, les violences faites aux femmes, le terrorisme, le harcèlement scolaire, etc… Le livre possède la particularité d’intégrer le lecteur à l’histoire.

#### Les Cris du Saphyana
« Les Cris du Saphyana » est un récit de science-fiction publié le 31 octobre 2020 aux éditions [erminbooks].

### Label Féryä
Créé en 2022 par Gavriel H. FEIST, ce label littéraire propose des ouvrages appartenant essentiellement au domaine de l'Imaginaire.
1. (fr) La grande aventure de Kassia et Bastien, 2022.
2. (fr) Le deuxième cercle de l'Enfer, 2022.
3. (fr) L'Entre-Réalité, 2023.

### Nouvelles indépendantes
1. (fr) Une danse d'été, 2018, Éditions du Saule, publiée dans le recueil Les nouvelles de l'été - La nuit,
2. (fr) Cora est dyslexique, 2019, publiée dans le n°1 du magazine canadien Cœur de plumes
3. (fr) La forêt des montres, 2020, Éditions Nutty Sheep, publiée dans le recueil Forêts enchantées.